# Psychopsis sanderae
Psychopsis sanderae là một loài thực vật có hoa trong họ Lan. Loài này được (Rolfe) Lückel & Braem miêu tả khoa học đầu tiên năm 1982.